# 萨朗波
《萨朗波》是古斯塔夫·福樓拜创作的一部历史小说，于1862年11月24由米歇尔·勒维出版社出版。

小说讲述的是公元前3世纪的傭兵戰爭，迦太基在第一次布匿战争中雇佣的蛮族佣兵因未能得到约定的酬金而爆发起义，迦太基政府与雇佣兵之间遂发生战争。福楼拜力求尊重历史，同时利用极为有限的史料描述了一个声色犬马、暴力横行且充满异国情调的东方世界。

和他的其他作品一样，福楼拜为了创作《萨朗波》也进行了大量的资料搜索和整理的工作。1858年4月，福楼拜前往突尼斯的迦太基，去了解这座城市，这使他对故事发生地有了精准的看法。

## 创作背景
1857年，福楼拜开始了解迦太基的历史。3月，他写了一封信给法国考古学家菲利西安·德·索尔西，在信中请教迦太基的信息。从那时起，他大量阅读相关的书籍。同时，他于1857年3月16日和1860年3月15日两次访问法國國家圖書館的纪念章陈列室，第一次是查看亚述陶瓦，第二次则是古钱币和古代陶瓦。

1858年4月12日至6月5日，福楼拜前往突尼斯，进一步搜集迦太基的资料，并希望亲自观察小说故事发生的地点。

在1858年1月23日写给尚特皮夫人的信中，他宣布了前往迦太基的决定：“我绝对要去非洲旅行。因此，在三月底，我将重返椰枣之国。我为此感到十分幸福！我要再次骑马生活，在帐篷里睡觉。在马赛登上轮船时，我将会呼吸到多么新鲜的空气！”

### 非洲之旅（1858年4月12日—1858年6月5日）
得益于福楼拜与别人的通信以及他旅途中的笔记，我们了解到了福楼拜非洲之旅的各个阶段，福楼拜渴望充分融入这些地方，以便更好地描述它们并完成他的迦太基小说：“我就是为了做这件事才专程来到迦太基的。”比亚戈·马格达在他的《阿尔及利亚和突尼斯的旅行家福楼拜》（法语：Flaubert voyageur en Algérie et en Tunisie）一书中，回顾了他的各段旅行。

1858年4月12日星期一，第二天到达马赛，停留了两日。他借此机会漫步于马赛旧城。 4月16日，他登上赫尔姆斯号大型客轮，两天后抵达阿尔及利亚的港口城市斯基克达（旧称菲利普维尔或菲利普城）。当天晚上，他前往君士坦丁，参观了清真寺并欣赏了这座城市的风景。4月22日星期四，他在安纳巴（旧称邦纳）逗留。他再次登上赫尔姆斯号，于4月24日到达突尼斯，并一直逗留至5月22日。在此期间，他进行了多次散步和远足，来充分领略东方风情，探索他要描绘的古代遗迹。奥菲利亚·克洛代尔在她的文章《揭开福楼拜现场观察法的面纱》（法语：Bas les masques ! Lever le voile sur la méthode in situ de Flaubert）中指出，福楼拜曾在克鲁瓦塞搜集大量文献资料，现在则成为了旅行家，搜集旅行见闻；他力图通过现场观察来捕捉迦太基的生活，从而为他的小说赋予前所未有的的活力。因此，当他看到“露台上一只摇着水井的骆驼”，他总结道“这样的场景应该就是在迦太基了”。

5月22日，他经由沙格前往卡夫。比亚戈·马格达列出了他返回马赛之前的行程：“他经过苏格艾赫拉斯、盖勒马、米勒西摩、君士坦丁，最后来到菲利普城，从这里他搭乘6月2日星期三的轮船前往马赛。”

在两个月的考察之后，1858年6月5日，福楼拜回到巴黎。这段旅行将对《萨朗波》的创作起到极为关键的作用。

### 返回克鲁瓦塞（1858年6月5日）、《萨朗波》的诞生（1862年4月）
福楼拜精疲力竭地回到巴黎，“思维进一步混乱了”，他在书信中写道，“现在，我脑海里就像一场蒙面舞会，什么也记不起来了。只有极致的风光在山谷深处颤动。”

根据让-皮埃尔·理查德的说法，在福楼拜回到克鲁瓦塞时，他的旅行笔记是“最动人的……燃烧的词句……启发自对艺术的虔诚}}”：“愿我吸入的所有自然能量都能渗透进我体内，再散发进我的书里！给我可塑的情感的力量！给我历史的再生！”这次旅行对小说的创作起到了决定性作用，极大地改造了小说的面目。回来后，福楼拜大幅修改了他最初的想法。他在寄给欧内斯特·费多的信中解释说，他必须从零开始创作；他说，他最初的计划是“荒唐且无法实现的”。

这次旅行在文学创作上是绝对必要的；作为事前的资料搜集工作，必须在感官上重新发现迦太基才能使迦太基栩栩如生。奥菲利亚·克洛代尔认为，这部小说的先期准备工作构成了福楼拜特有的写作方法的基石，就地取材成为必不可少的一步；她把前往目的地考察之前的福楼拜称为“迦太基即兴创作者”。尽管他事先做过相关文献研究，但他到了现场才看清迦太基的全貌，以至于他回来写信给欧内斯特·费多说：“我要告诉你‘迦太基’需要全部重写。我把之前的都扔掉，因为之前的想法荒唐、无法实现、错漏百出。”

他专心写了一个解释性章节，不过后来因书写异常吃力又烧掉了这一章：“我把今年夏天花了两个月写的前言一把火烧掉了”。但接着他又开始“带着狂怒写《萨朗波》”。

对于身心俱疲的福楼拜而言，回来重新创作这部小说似乎成了一场大病（他把《萨朗波》称作“黑色疾病”），在这场大病里，他不得不消化所有他吃下去的东西（让-皮埃尔·理查德使用过的隐喻），然后才能将其转化为纸上的文字。福楼拜全神贯注地审视他的主题，从而引发了这场在肉体上折磨着他的创作之病：“我受不了了！这场迦太基围城战让我一蹶不振，战争机器让我的背像锯开了一样疼痛！我流的不是汗而是血，撒的不是尿而是沸腾的油，拉的不是屎而是投石器，打的不是嗝而是金属球。这就是我现在的状态。每一行、每句话，我都觉得词穷，词汇量的贫乏，使得我不得不三番五次修改细节。我会死在这里的，老天啊，我会死在这里。不过没关系，我又开始找到乐趣了。”1862年4月，福楼拜完成全书的时候更是心力交瘁，正如他给尚特皮小姐的信所述：“1862年4月24日，我终于在上周日（4月20日）上午7点写完了我的小说《萨朗波》。我还要一个月的时间去修改和誊抄。我会在9月中旬回来，以便我的书在10月底出版。 但我已经受不了了。我每晚都发烧，连笔都拿不起来。结尾来得太过沉重和艰难。”

## 主要人物

### 迦太基人
- 哈米尔卡尔·巴尔卡：迦太基的两名执政官之一，他从西西里回来，重新掌控了军队。这一人物形象可能是受到了历史上的汉尼拔的启发，两者都对宗教不屑一顾，且极具军事天赋。
- 萨朗波：哈米尔卡尔的女儿，迦太基女神塔尼特的女祭司，她的名字来自阿斯塔蒂的别名Salambo（来自腓尼基语Shalambaal，意为“巴力的圣像[13]”）。
- 汉尼拔：哈米尔卡尔的私生子，藏在奴隶阿卜达隆宁家里。
- 吉斯孔：将军和外交官。
- 汉农：迦太基的另一名执政官，患有麻风病，体态丑陋，但生活奢靡。
- 沙哈巴兰：塔尼特的大祭司，萨朗波的教师。

### 雇佣兵
- 马托：利比亚雇佣兵的首领。
- 纳尔·哈瓦斯：努米底亞雇佣兵的首领。哈米尔卡尔曾许诺将萨朗波嫁给他。
- 斯本迪于斯：希腊奴隶，对迦太基深怀刻骨的仇恨，于是效忠于马托。
- 奥塔里特：一部分高卢雇佣兵的首领。

## 故事梗概
第一章 盛宴

“那是在迦太基城厢的梅加拉，在汉密尔顿花园”，正举行在埃里克斯战役中战胜罗马一周年的晚会。小说开头便是雇佣兵在他们的将军哈米尔卡尔的花园里大设酒宴。雇佣兵们想到迦太基施加于他们的不公正待遇，而将军又缺席，他们不禁怒上心头，于是大肆破坏他的财产。第一个出场的人物是斯本迪于斯，他是晚会上士兵们释放的奴隶。蛮族士兵们想要抢夺神圣军团的金杯，将军吉斯孔试图安抚他们，但没有成功。在宫殿最高处，哈米尔卡尔的女儿萨朗波出现了，她走下来厉声训斥他们的破坏行为（此处第一次影射了她的黑蛇），让他们平静了下来。但有两个男人盯着她：纳尔·哈瓦斯，努米底亞雇佣兵的首领，哈米尔卡尔的客人；另一个是利比亚人马托，脖子上挂着一条月形项链。她把象征婚礼的金杯递给马托，纳尔·哈瓦斯见状怒不可遏，用标枪刺伤了马托的一只胳膊。在一片混乱中，萨朗波消失于宫殿深处，马托想跟着她但无果。斯本迪于斯开始效忠于马托，并建议他在太阳神降临于此城的时候一举攻下迦太基，从而得到萨朗波。随着太阳升起，他们看到两个女人坐在一辆战车上离去。

第二章 在西卡

两天后，在迦太基人的劝说下，雇佣军离开城市，心里想着迦太基将支付他们军饷的承诺。他们出发前往圣城西卡，将在七天后到达；就快到达的时候，他们看到一排被钉死的狮子，心中开始惴惴不安。斯本迪于斯注意到马托心里始终挂念着萨朗波，他想尽一切办法试图驱散脑海中萨朗波的形象，却发现这是徒劳。一天晚上，大腹便便且患有麻风病的执政官哈农来了，他用布匿語向士兵们解释迦太基糟糕的财政状况，士兵们不懂布匿语，斯本迪于斯利用这一点，怂恿他们向哈农造反。扎尔萨斯从迦太基死里逃生，告诉士兵们迦太基居民屠杀了巴利阿里的投石兵，这时雇佣兵更为愤慨了。哈农骑着驴子匆忙逃走了，行李散落一地，雇佣军决定返回迦太基。

第三章 萨朗波

一个月夜，萨朗波和一名女奴出现在宫殿露台。她向“潮湿之物的女王”月神塔尼特乞求，在她的描绘里塔尼特是一个自相矛盾的形象，兼具繁育和毁灭的双重特征；她也描绘了她自己的形象，她的欲望介于火焰和清风之间。她在孤独中长大，父亲已为她安排好政治联姻，她远离一切人间烟火，无比渴望看到塔妮特的雕像，但塔妮特的大祭司沙哈巴兰已来到露台，他拒绝了她的请求，因为见到塔尼特的人都会死去。他们看到远方的蛮族军队正朝着迦太基赶来。

第四章 在迦太基的城墙下

从西卡出发，仅过了三天，雇佣兵便到达迦太基城下，他们驻扎在地峡中间、湖水边缘。人们关闭了城门。迦太基神殿众多，到处都是面容丑陋的神像。元老院的成员前去直接与雇佣兵协商。他们要价很高，不过战争期间哈米尔卡尔确实也对他们许下了同样的承诺；他们首先要求食粮和拖欠的军饷，然后提高要求，最终想要取下哈农的首级。为了安抚他们，吉斯孔被派去偿付军饷；然而，雇佣兵们受到斯本迪于斯和扎尔萨斯的鼓动，揭竿而起。吉斯孔在骚乱中不知所踪。“马托一挥手，所有人就一齐冲上去。吉斯孔摊开双臂，斯本迪于斯用一根打着活结的绳子套住他的手腕，另一个人把他推倒在地，于是他消失在乱作一团的士兵中。”陪同吉斯孔的迦太基人被扔到垃圾坑，被系在木桩上。第二天，士兵们心怀忧郁，担心迦太基会复仇。斯本迪于斯于是带着马托来到引水渠，夜间他们通过水渠进入城里。斯本迪于斯想前往塔尼特神殿，而马托此前承诺过如果成功进入迦太基就一直跟随着他，于是随同他一起去。

第五章 塔尼特

斯本迪于斯在去圣殿的路上向马托透露，他打算偷走塔尼特的面纱（即神衣zaïmph，迦太基的镇国之宝）。马托虽然心里害怕，但仍然跟随斯本迪于斯。他们进入圣殿，看到一条大黑蛇经过，随后偷走了面纱。马托用面纱给自己蒙面，变了个样，想以这样的装扮去见萨朗波。一名祭司突然赶来，斯本迪于斯刺了他一刀，和马托一起逃到了哈米尔卡尔的宫殿。他们看到了熟睡中的萨朗波：“但灯光只照到床沿，暗影就像一个巨大的帷幕，将床遮住，只露出红色床褥的一角和侧搁在脚踝上的一只娇小赤裸的脚的脚尖”。萨朗伯醒来时，马托向她表白。她看到面纱就惊呆了，要求马托将面纱交给她。当意识到这是渎圣之举时，她敲响了警报。斯本迪于斯立即遁逃，滑下一个悬崖，游过一片海水重抵雇佣兵的军营；而马托则经过巴利阿里投石者遇难的地方，侥幸穿过城门，因为一路上有塔尼特面纱的保护，他也返回了军营。

第六章 哈农

努米底亚人纳尔·哈瓦斯前来和马托结盟以对抗迦太基，此时马托因为偷走了面纱而享有极大的威望。他们派几名密使去布匿人的部落，获得了部落的金钱及士兵。接着马托就向雇佣兵们发放军饷欠款，雇佣兵们一致推举他为总首领。乌提卡和伊博-扎里特两个城邦保持中立。斯本迪于斯进攻乌提卡，马托进攻伊博-扎里特，纳尔·哈瓦斯返程并承诺带着战象回来，而高卢雇佣兵的首领奥塔里特则驻扎在突尼斯城下。与此同时，迦太基任命哈农全权负责，哈农招募所有城民，准备战象。一天，哈农在乌提卡城下进攻雇佣兵并在大象的协助下重创蛮族军队，然而随着马托和纳尔·哈瓦斯的介入，战局逆转。哈农逃回迦太基，向哈米尔卡尔求援。

第七章 闪电

哈米尔卡尔在一个早晨乘船返回迦太基。他到了宫殿后，部下的人们向他讲述了此前遭遇的溃败。一个仆人伊迪巴勒则前来告诉他被偷偷藏起来的儿子的状况。随后，他前往莫洛克神殿，在元老会议上和哈农发生了激烈的争执。他还得知他的女儿萨朗波可能和一个蛮族上过床。元老提议他统帅布匿军队征讨蛮族，而他拒绝了。接着他检视了整个宫殿及附属建筑，发现一切都遭到了极大破坏，当看到伤残的战象时，“两滴眼泪夺眶而出”；当晚他接受布匿军队的指挥权，去抗击蛮族士兵。

第八章 马卡尔之战

于是，哈马尔卡尔精心准备他的军队和战象，但却出乎意料地推迟了开战时间。他常常独自一人前去侦察。一天晚上，他率领军队，穿过一条危险而泥泞的小路，来到马卡尔的桥上。和蛮族的战斗开始了。起初，斯本迪于斯领导的军队占上风，但随着哈米尔卡尔的战象介入，局势逆转。马托前来增援时，看到的只有战友的溃败。

第九章 在乡间

哈米尔卡尔去南部的部落寻求支持。他将蛮族战俘送至迦太基，战俘全部遭受处决，尽管哈米尔卡尔要迦太基人别杀俘虏。四个蛮族首领（马托、斯本迪于斯、纳尔哈瓦斯和奥塔里特）仍无法理解哈米尔卡尔的战略，不过，朝着伊博-扎里特湖的方向，他们成功围困了哈米尔卡尔。被围的迦太基军营逐渐耗尽了食粮。哈米尔卡尔责备长老议会没有给予他支持，而迦太基士兵则认为他应为战败负责，他们抛弃了失去面纱的塔尼特，转而祭拜莫洛克。萨朗波间接地导致了神衣的失窃，迦太基人想要惩罚她。

第十章 蛇

宫殿里，萨朗波为她的蛇——一条巨蟒——日渐衰弱而忧心忡忡，另外她对塔尼特面纱的丢失也深感愧疚。宦官祭司沙哈巴兰说服她去马托的帐篷里引诱他，从而拿回面纱。萨朗波虽然没有理解，但也听从了他的建议。巨蟒便恢复了精力。萨朗波与蛇共舞，女奴塔娜克把她打扮得光彩照人，仿佛即将参加婚礼。萨朗波随后离开，“她左边有一个高大的影子斜斜地跟着她走，这是死亡的预兆。”
第十一章 在营帐内

萨朗波在沙哈巴兰的一名奴隶的陪同下前往包围哈米尔卡尔军队的雇佣军营地。她谎称自己是叛逃者，要求见到马托。马托带她进入帐篷，萨朗波看到了神衣，便公开了真实身份。马托被她迷住了。她说她过来是为了取回面纱，但他充耳不闻，只是凝视着她，用指尖抚摸着她，向她诉说自己的爱情，一时说她是奴仆，一时又视之为主人。然后“马托抓住她的脚后跟，金链爆裂了，两个断头飞起来，弹到营帐上，就像两条的蹦起来蝮蛇，神衣落下来罩住了她，她看见马托的脸俯在她的胸脯上。‘莫洛克神，你把我烧痛了！’而马托的亲吻比火焰更炙热，吻遍她的全身；她像是卷进一阵飓风，被太阳的威力占有了。”
在军营的这场烈火之后，萨朗波看到了吉斯孔，吉斯孔怒声咒骂她和马托的无耻行径，
萨朗波带着神衣逃到了她父亲的营地。哈米尔卡尔看到她断裂的项链，将她许诺给纳尔·哈瓦斯，此前，迦太基的军队进攻蛮族的时候，纳尔·哈瓦斯从马托那边倒戈。

第十二章 引水渠

“十二个小时以后，雇佣军只留下了一堆伤员、死尸和行将死去的人。”幸存者的勇气已耗尽，为了复仇，他们折磨并杀死布匿俘虏。斯本迪于斯艰难地使他们重燃斗志。他们走陆路到达伊博-扎里特，同时哈米尔哈卡则取海路。伊博-扎里特落入蛮族军队手中，他们乘胜追击，到达迦太基并包围了这座城市。一天晚上，斯本迪于斯破坏了引水渠，“这就是迦太基的末日”，迦太基失去了供水。

第十三章 莫洛克神

雇佣兵和迦太基人都为即将到来的战斗做准备。一段时间后，被包围的迦太基市民开始又饥又渴。沙哈巴兰谴责萨朗波为迦太基带来灾难，但萨朗波并不对此自责。一天晚上，哈米尔卡尔将他十岁的儿子汉尼拔带到萨朗波身边，让她负责照顾他。蛮族士兵逐渐占了上风。元老们认为莫洛克被触怒了，于是决定用孩子给他献祭，其中就包括哈米尔卡尔的儿子。哈米尔卡尔用一个奴隶代替了他的儿子。可怖的圣祭就这样进行了。

第十四章 斧头隘

祭祀结束后，大雨倾盆，迦太基人恢复了士气。哈米尔卡尔施了一个诡计，把一大批雇佣兵围困在斧头隘长达三个星期，他们被迫食人肉。当他们出来准备投降时，哈米尔卡尔给了他们致命一击，雇佣兵在大象脚下粉身碎骨。之后，哈米尔卡尔又前往突尼斯攻下该城。哈农在突尼斯被蛮族士兵钉死，而蛮族使节则被执政官钉死。迦太基城前的战势陷入僵局。马托向哈米尔卡尔发起了最后的挑战，哈米尔卡尔应战。次日，战役开始了，但在迦太基市民的帮助以及最后一只战象的参与下，雇佣兵团遭遇大败。马托被俘，斧头隘的最后一群雇佣兵成了狮子的盘中餐。

第十五章 马托

“迦太基一片欢腾……是萨朗波和努米底亚国王婚宴的日子……定在婚礼上进行处死马托的活动……元老们决定让他从监狱走到日神广场，不要人押送，只把他的双臂绑在背后；禁止击打他的心脏，好让他多活一阵；禁止弄瞎他的眼睛，好让他自始至终看着自己受刑……他向前走了起来……有个孩子撕破了他的耳朵，有个姑娘把纺锤的尖头藏在袖子里，把他的脸颊划破；众人一把一把扯下他的头发，一块一块撕掉他的肉；有些人用绑着海绵的棍子沾上秽物往他脸上拍。他右上胸蹦出一股鲜血，大家马上变得疯狂起来。这最后一个蛮族人在他们心目中代表了所有的蛮族人、整个蛮军……除了眼睛，他已经没有人样了，那只是个鲜血淋漓的肉柱子……他一直走到平台下面。萨朗波弯腰俯在栏杆上，他那可怕的眼珠凝视着她，脑海里涌现出他为她遭受的所有痛苦。他快要断气了，她却仿佛又看到他在他的营帐里，跪在她面前，抱着她的腰，喃喃地说着甜言蜜语；她渴望再一次听到这样地情话，再有同样的感觉。马托忽然剧烈地哆嗦了起来，她差点喊出来。他仰面倒下，再也不动了……萨朗波随着她的丈夫站了起来，手里拿着一个酒杯，也要干杯，却突然倒了下去，脑袋后仰跌倒宝座的椅背上，她脸色苍白、身子渐渐僵硬，张大嘴巴，她那散开的发髻一直垂到地面。哈米尔卡尔的女儿由于接触过塔尼特的神衣就这么死了。”

## 分析

### 结构
让·卢塞在《<萨朗波>一书的位置、距离和视角》一文中对小说的结构进行了以下分析：

福楼拜的叙述将同样的一些元素进行了重复和转换，来赋予它们新的含义。《萨朗波》可以看作是各个角色的位置和视角之间关系的博弈。

文学雙聯畫（法语：Un diptyque）：《萨朗波》的开头和结尾都从人群（雇佣兵和迦太基人）着手写到两个对立角色（萨朗波和马托），两者的位置在开头和结尾是相互颠倒的。这两个人物既因人群而分离，又被包围在人群内部。除了位置上的颠倒以外，还有层次感的变化：开头是萨朗波高居宫殿之上，接着是雇佣兵和马托从下方暗自观察她，后来是马托居高临下，追逐萨朗波；结尾，同样地，萨朗波在露台上，与塔尼特女神和迦太基城邦融为一体，她向下看着被打败的主人公马托，接着是迦太基民众对马托进行辱骂和攻击，与开头相反，最终是马托向下奔向萨朗波，倒在她的脚下。

对距离的迷恋（法语：La passion des distances）：整部小说中，人物的位置（下方、上方）支配着人物之间的距离；从一个片段到另一个片段，发生变化的，要么是位置（上或下），要么是采取的视角（孤立或集体）。小说的总体基调是对立（迦太基人和蛮族的对立、萨朗波和马托的对立），主要角色在这种对立中发生冲突，于是选择合适的观察位置来从视觉上消除与对立一方的距离就显得尤为重要。

这也是一个视角的博弈：福楼拜倾向于通过主要人物的视角来使戏剧冲突增添个人特色（萨朗波在马托的眼里是迦太基，马托在萨朗波的眼里是蛮族首领）。但在政治对抗的基础上，还多了一层性的对抗。和爱一样，战争是需要距离的，是在分离中造就的。只有马卡尔之战可被视为充满爱意却又残酷无情的拥抱，而另外一种拥抱，即恋人之间的拥抱，则是以间接叙述的方式简要地提及（仅通过隐喻和暗示）。对于和性相关的场景，福楼拜不进行直接的叙述。

视角的影响（法语：Les effets de la perspective）：位置和距离产生了风格上的影响，各个人物采取的不同视角使其感知产生扭曲，这样一种扭曲的看法显示着对现实的不确定，现实在观察者的眼里并非“它是”而是“它似乎是”。福楼拜通常先叙述虚假的看法，然后才阐明现象的真实原因，要么是通过叙述者，要么通过作者自己。这种对幻象的修正往往通过“它曾是”（法语：c’était）这样的句型来完成。这种介绍模式遵循感知的顺序。普鲁斯特也采取同样的操作，不过他会在“它曾是”之前突然中断介绍。福楼拜的比较发展成为了普鲁斯特的隐喻，在普鲁斯特那里，比较一词不再存在。

《萨朗波》中，人物带着视角上的不确定性，借助一个因客观修正而确定的参照物，去解释某个现象，这时我们就有了比较。位于视角中心的角色就是作者，即这一比较形式的来源。

远距离的婚礼（法语：Noces à distance）：在小说开头的场景和结尾的场景中，我们目睹了萨朗波和马托的血腥婚礼（开头是马托被纳尔·哈瓦斯刺伤，结尾是遍体鳞伤的马托在萨朗波的脚下死去，随后萨朗波自己也死去），但对称性被破坏了，从开头到结尾有无法挽回的事情发生了，“眼神的拥抱，而无肌肤之亲，神秘主义的婚礼，既遥远又亲近；这些就是本书中人物关系的含义。”

因此，我们应把这种解释置于神秘主义的层面上，萨朗波最后和月神塔尼特合二为一，而马托则成为太阳神莫洛克，这两着相互吸引，却永远无法彼此触及。

### 神衣
米雷伊尔·多布尔津斯基在《神衣变形记：福楼拜<萨朗波>中的物品及物化》（法语：La zaïmph métamorphique : objet et réification dans Salammbô de Flaubert）一文中对神衣进行了如下的分析：

在文学中，尤其是福楼拜的作品中，物品的存在并不是只是为了带来真实感。在《萨朗波》一书所有的物品中，女神塔尼特的面纱——神衣——起到了阿里阿德涅之线的作用。作者构建出了一个关于引诱的神话故事，将萨朗波一步一步引至解放。该物品的作用多种多样（饰物、外套、抹布等），而且关系到主要角色的得与失。

作者参考自然元素用隐喻的方式描绘了这个神衣，它是不可触知的、无形且神圣的，此外它还是危险的（抚摸它的人会死去）、虚空的（人无法用眼睛看见），没有哪个角色质疑它的神威。它象征着对权力和统治的欲望，两方都希望将其占为己有。正因如此，马托和萨朗波把它带到自己阵营的时候，人们都对他们极为感激，但两人的死也正是因为这件神衣。面纱的作用是私人的：拥有它的人不会获得特殊的力量，但神衣被偷走的一方则会失去力量。这也可以解释为什么塔尼特信仰逐渐被莫洛克所取代。

面纱还具有性爱的一面。它在爱人嬉戏的过程中起到作用，它象征着处女萨朗波对情欲的探索。Zaimph（神衣）一词在希伯来语中可以指男性的性器官，这可以解释萨朗波对面纱的痴迷。从精神分析的角度来看，它也可以象征萨朗波的处女膜——女性童贞的面纱，萨朗波后来失去了面纱/贞洁。它的紫色还表示处女膜撕裂后鲜血的颜色以及女主人公后来的死亡。面纱和萨朗波的形象息息相关，对她而言，面纱和她的欲望联系在一起，首先是求知欲，随后是渴望主宰一切、成为女神的欲望。这样的欲望让她无所畏惧。

这部小说可类比希律迪亚斯之女莎乐美的故事。莎乐美在众人面前跳舞，希律问她想要什么奖励，她说要施洗約翰的头。本书中，作为与马托相会的序曲，萨朗波在去取圣衣之前也曾翩翩起舞。

面纱在小说里到处都存在。在马托的拜物幻想中，神衣和萨朗波合二为一，当他见不到萨朗波的时候，神衣就成了他可望而不可即的萨朗波的替代品。萨朗波这一角色逐渐消融在对其服饰（尤其是她那形如面纱的紫色外套）的描述里。她越来越像塔尼特的雕像，从主体女性成为客体女性，其物化的程度一步一步加深。塔尼特的面纱最终成为了萨朗波的裹尸布。

在一个男性之间爆发冲突的世界里，女性只如同可兑换的货币，神圣的面纱给予萨朗波以权力，从而来解放她，但自相矛盾的是，她是通过自我物化而实现自我的解放。

## 评价

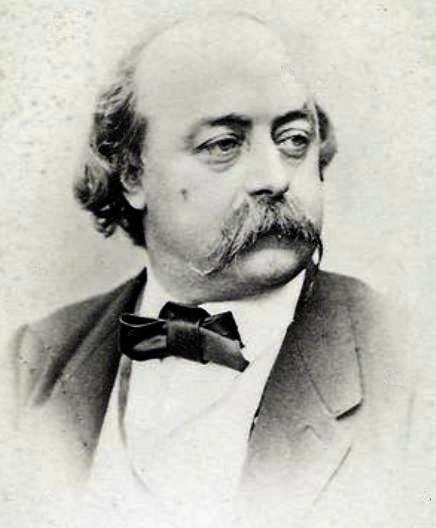
Gustave Flaubert

《萨朗波》是《包法利夫人》之后的一部作品，不过早在1853年写给路易丝·科勒的信中作者就提及过要写一部东方题材的小说：“我要快点摆脱包法利……我要赶快写完现在这本书，以便全身心投入一个宏大且整洁的主题中。我急切地想完成一部史诗。我要写一部伟大的故事，一部像山峰一样陡峭笔直的故事，从上至下描绘。这东方传说一点一点进入我的脑海；我隐约嗅到了它的气味，我的灵魂因它而心花怒放。”福楼拜于1857年9月开始初步的创作。几月前，在赢得了因《包法利夫人》而引起的诉讼之后，福楼拜在给尚特皮女士的信件中表达了要脱离当代文学世界的愿望，他要致力于一部故事情节发生于公元前三世纪的小说。1858年4月至6月间，他旅居突尼斯，以便融入其故事发生地的环境。虽然故事情节是虚构的，但他从波利比烏斯、阿庇安、老普林尼、色诺芬、普魯塔克、希波克拉底等历史学家的著作中汲取了营养，来刻画古代世界，营造出当地色彩。1862年出版后，小说立即获得成功，尽管也有一些批评（沙尔-奥古斯丁·圣伯夫），但总体上获得了大量的喝彩（乔治·桑、维克多·雨果、儒勒·米什莱、埃克托·柏辽兹）。

## 改编

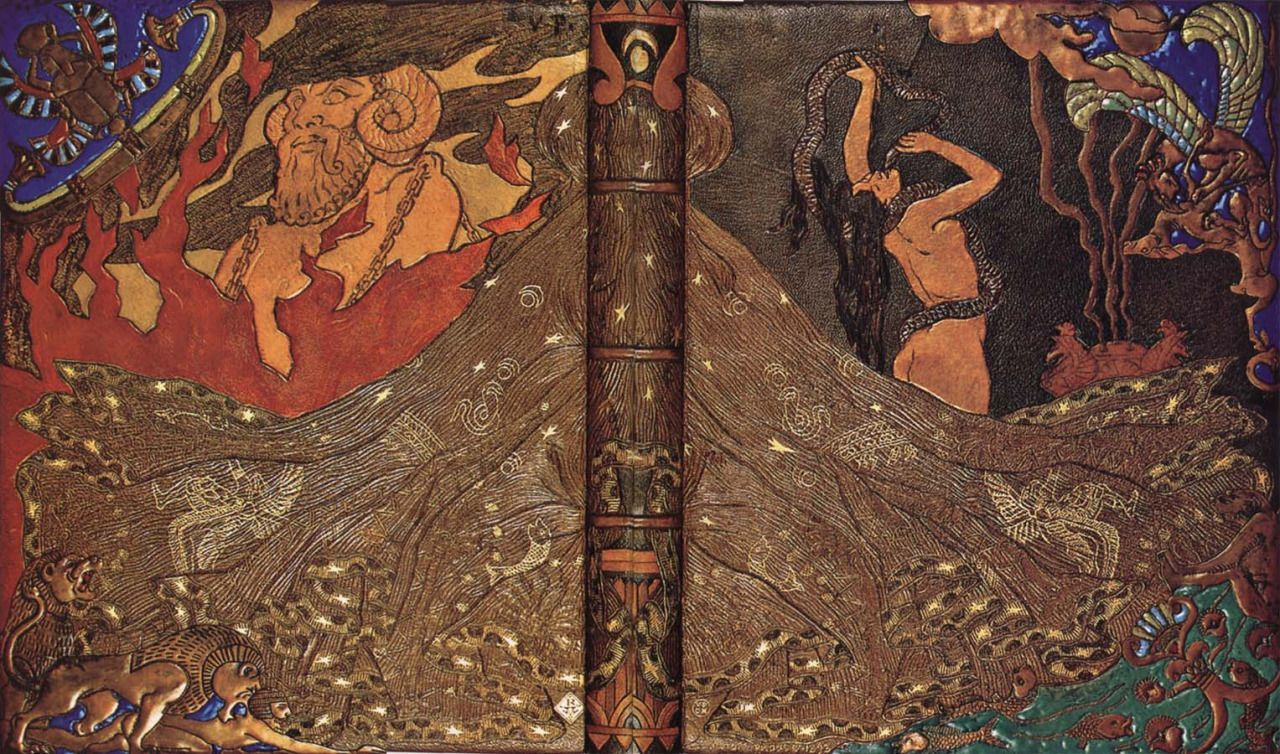
维克多·普鲁维，《萨朗波》封面，1893

### 绘画和雕塑

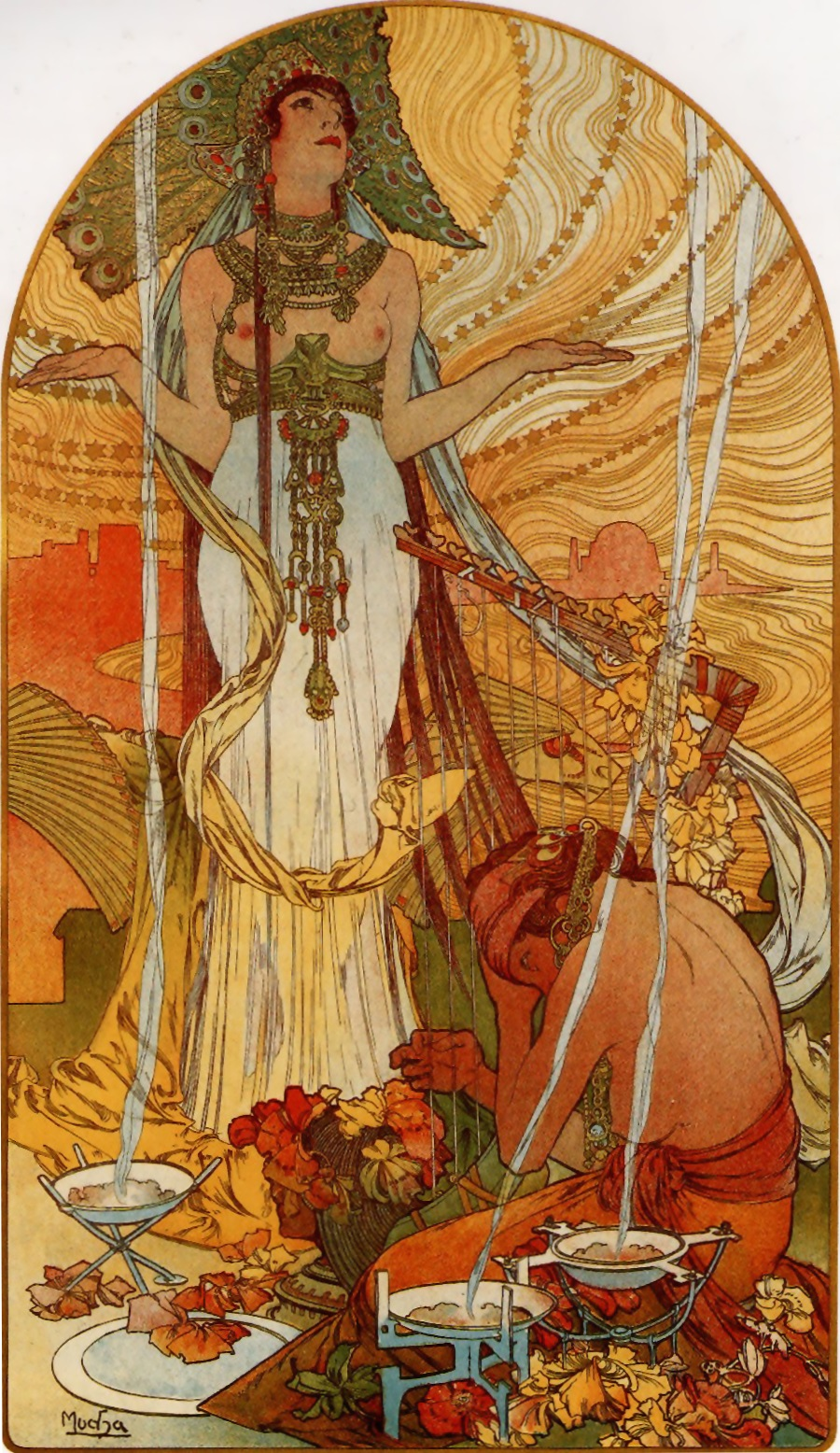
萨朗波，阿爾豐斯·慕夏(1896)

- 《萨朗波和马托，我爱你！我爱你》（法语：Salammbô chez Mâtho, Je t’aime ! Je t’aime）[14]，西奥多·里维埃尔，1895，青铜、象牙、黄金和绿松石雕塑。
- 《萨朗波》，阿爾豐斯·慕夏，1896，石版画。.
- 《萨朗波》，加斯通·布斯埃尔（法语：Gaston_Bussière_(peintre)），1907，油画。
- 《萨朗波》，让-安托万-玛丽·伊德拉克（法语：Jean-Antoine-Marie_Idrac），1903，雕塑，图卢兹奧古斯汀博物館

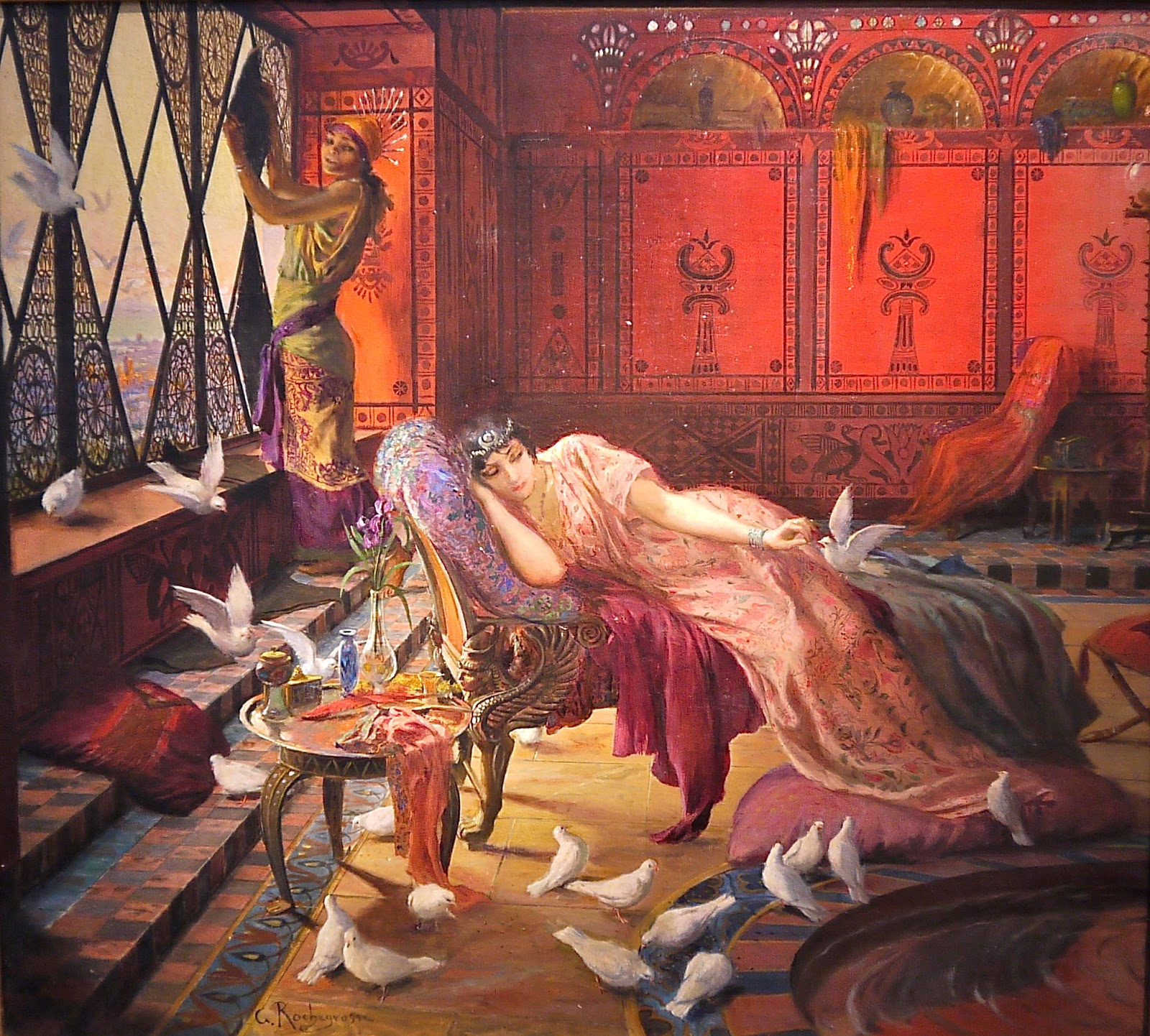
萨朗波和白鸽(1895) 乔治-安托万·洛什格洛斯
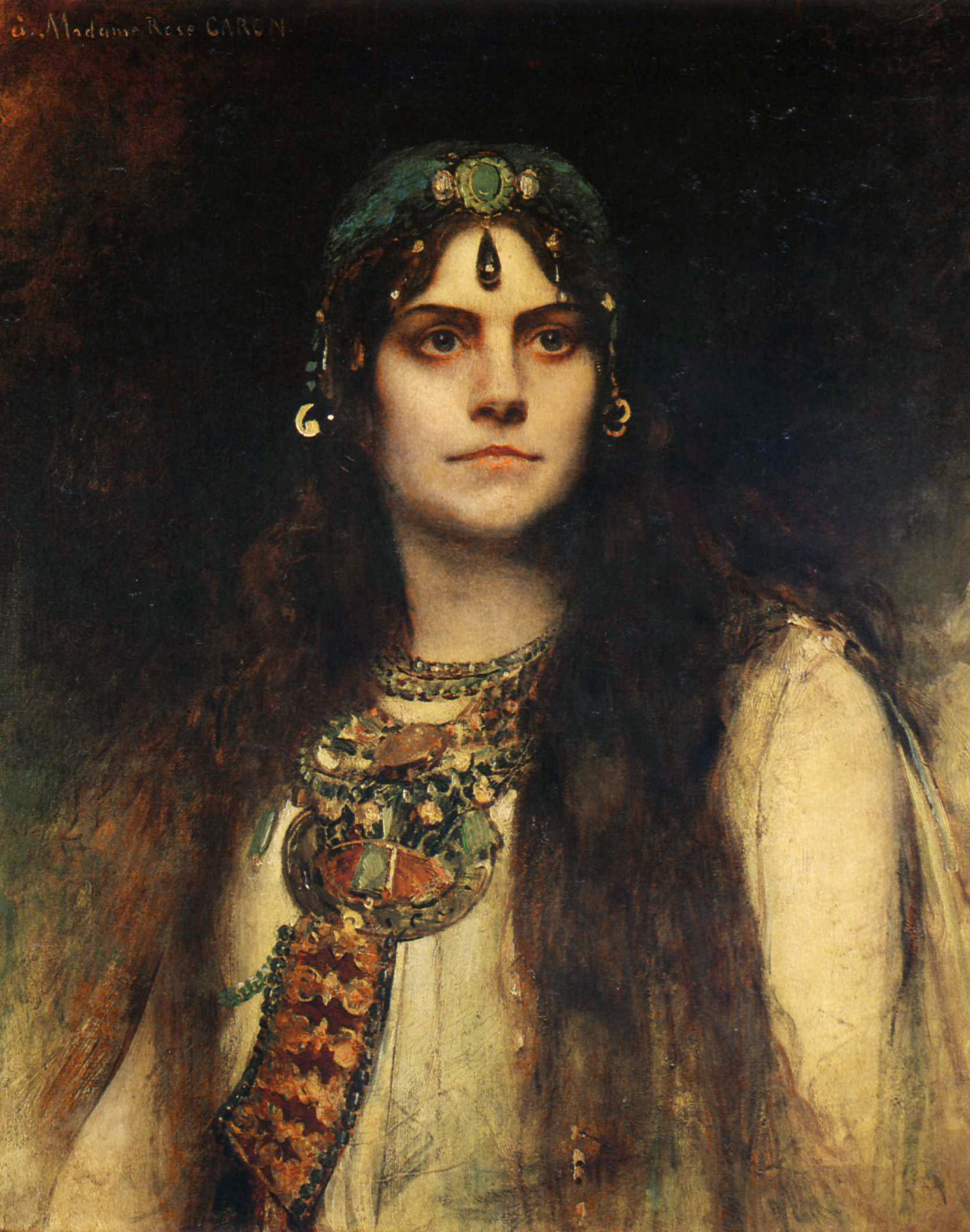
萨朗波(1896) 雷昂·波纳
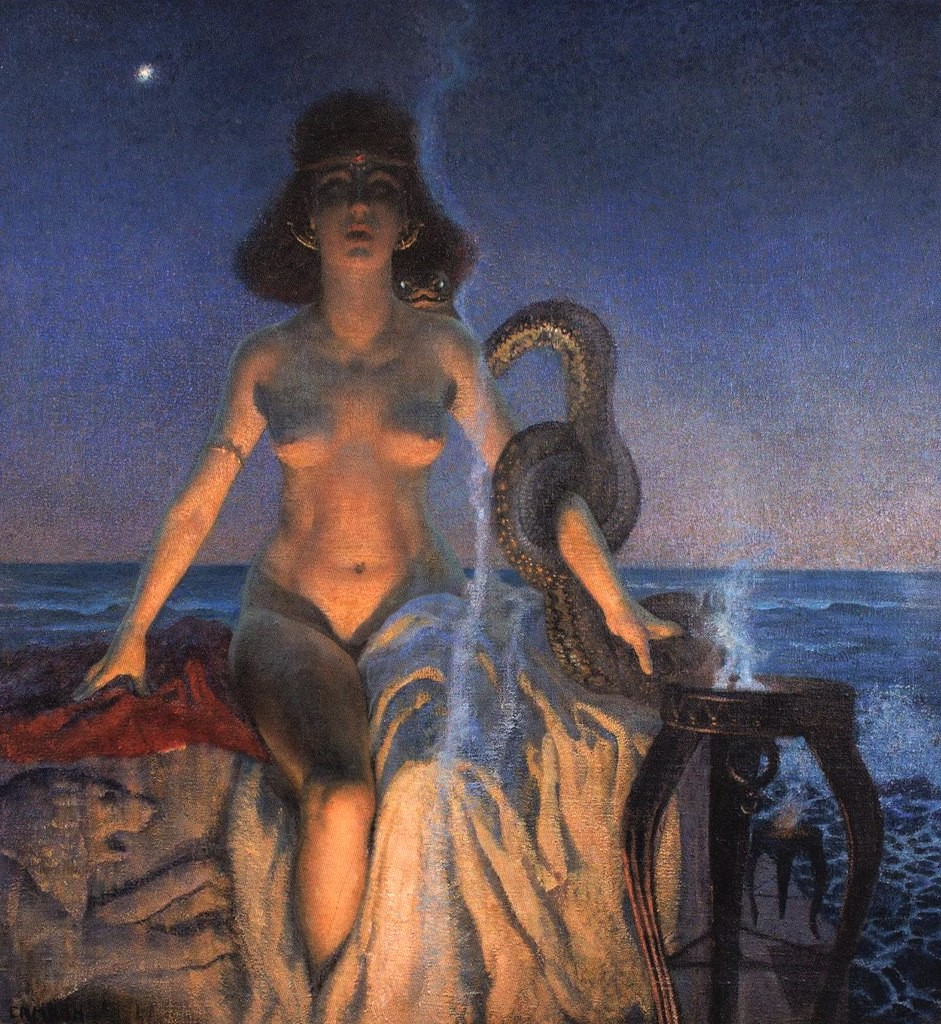
萨朗波(1906) 格劳科·坎蓬
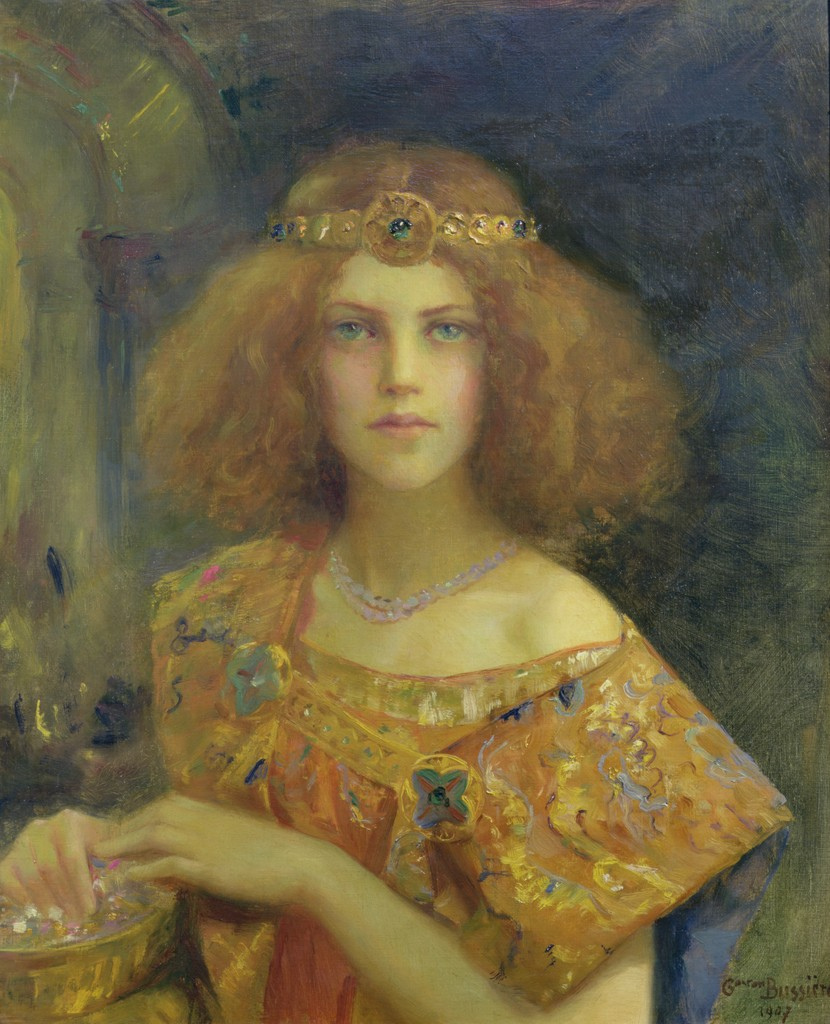
萨朗波(1907) 加斯通·布斯埃尔
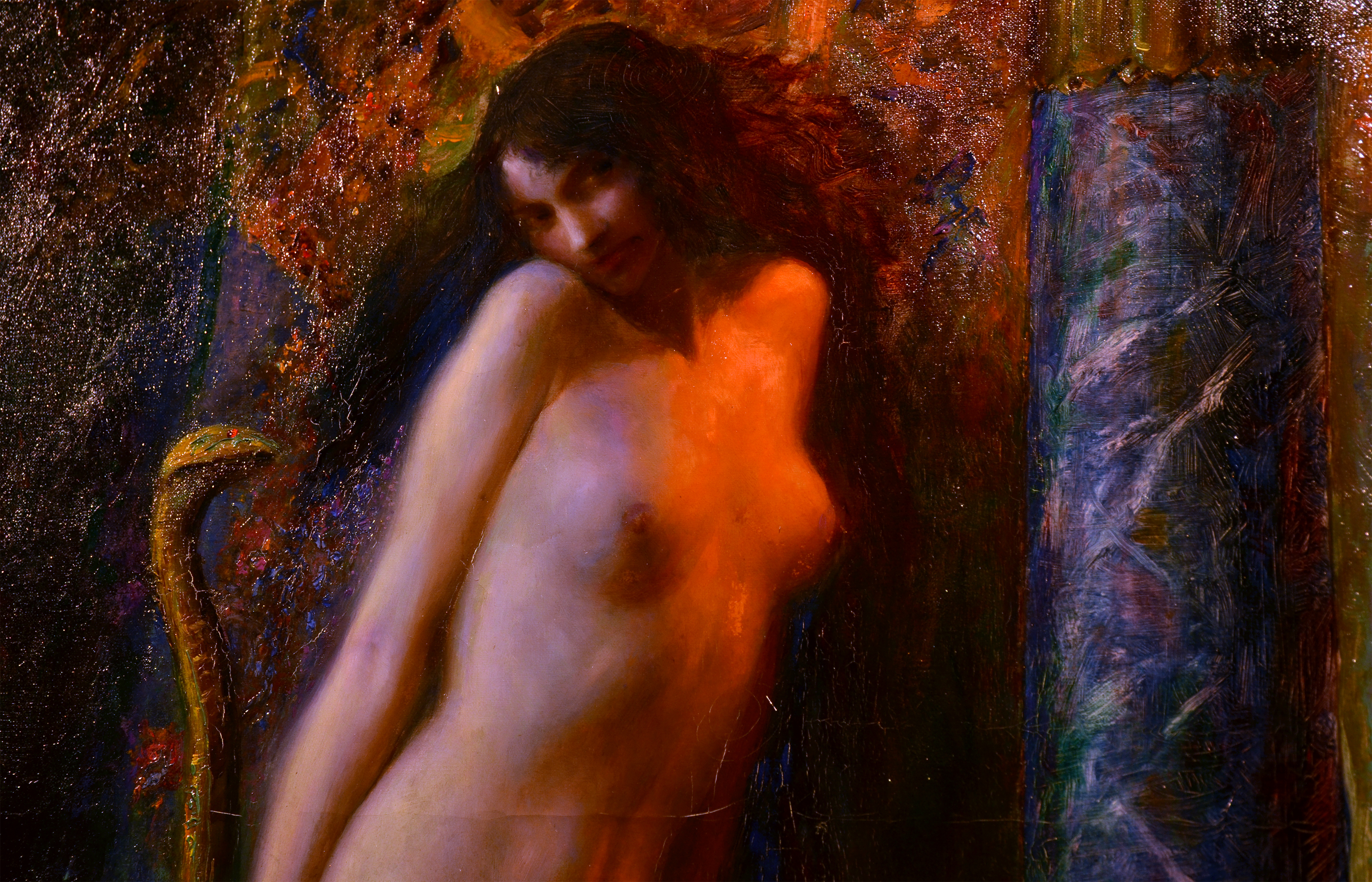
萨朗波（局部）(1920) 加斯通·布斯埃尔
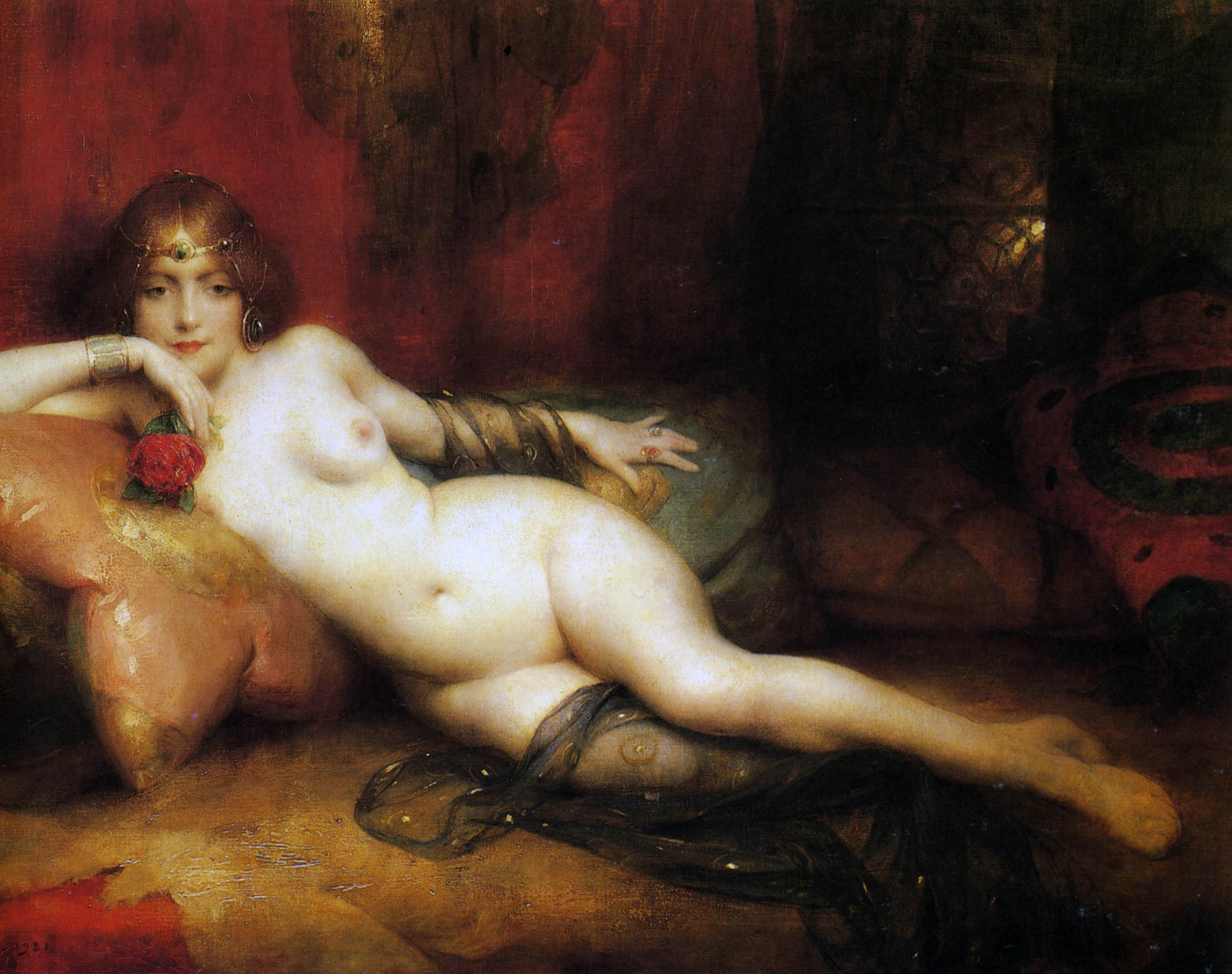
萨朗波(1921) 亨利·阿德里安·塔努

### 古典音乐
弗洛朗·施米特，曾为皮埃尔·马洛东1925年的电影《萨朗波》配乐，随后在1927年、1928年、1931年创作出了《管弦三组曲》（作品76）。

### 歌剧
- 欧内斯特·里耶的《萨朗波》，剧本由卡米尔·德·勒洛克勒创作，1980年在布鲁塞尔的皇家铸币局剧院首次演出。
- 莫杰斯特·彼得罗维奇·穆索尔斯基的《萨朗波》，1863年开始创作，但一直都未能完成。
- 菲利普·费内隆的《萨朗波》，创作于1998年，曾于巴黎巴士底歌劇院上演。
- 在奧森·威爾斯的电影《公民凯恩》中，凯恩的妻子演唱的歌剧名为《萨朗波》。

### 电影
- 《萨朗波》（意大利语：Salambò），1914年，意大利电影，多梅尼科·盖多，执导。
- 《萨朗波》，1925年，法国电影，皮埃尔·马洛登执导，弗洛朗·施米特配乐。
- 《萨朗波》，1960年，意大利-法国联合制作，塞尔吉奥·格里科执导。

### 漫画
菲利普·德鲁耶以这部小说为基础创作了漫画，其中“孤独的斯隆”这一角色可对应马托。该漫画系列既涉及古代历史又有科幻元素，并使用了多种技术来制作，起初在《Metal_hurlant》上连载，于1980年开始在《皮洛特》连载。后来达尔戈出版公司将这些故事集中于三个合计出版，分别是《萨朗波》、《迦太基》和《马托》。

雅克·马丁在其漫画作品《阿利克斯》名为《迦太基的幽灵》的一集中，详细重述了《萨朗波》小说的主要情节。

### 游戏
2003年，法国游戏公司Cryo Interactive发行了电子游戏《萨朗波》，该游戏改编自菲利普·德鲁耶的小说和漫画。德鲁耶亲自参与了游戏的开发和图形设计。

### 视觉艺术
为纪念作家逝世一百周年，1980年8月9日，加拿大國立美術館，魁北克艺术家罗伯·拉辛独自一人连续14小时不间断地为公众朗读了福楼拜的小说《萨朗波》。

### 流行音乐
- 歌手朱莉·皮特里受福楼拜笔下女性人物的启发写了一首题为《萨朗波》的歌曲，发行于1989年，收录在专辑La Legende des madones中)[16]。
- 斯特拉斯堡的前衛搖滾乐队Wapassou，于1977年创作了一张名为《萨朗波》的专辑。
- 《萨朗波》也是法国乐队Indochine的一首歌曲，发行于1985年，收录于专辑《3》中。